# Bradwell (Saskatchewan)
Pour les articles homonymes, voir Bradwell.
Bradwell est un village situé dans la province de Saskatchewan, dans le centre-sud.